# Premio Gondecourt
Il premio Gondecourt (nell'originale francese prix Gondecourt) è un premio letterario francese istituito nel 2002. Viene assegnato ad un libro per un lavoro di indagine giornalistica e viene premiato da una giuria, tra cui giornalisti e avvocati. Il suo nome deriva dalla città nella quale viene attribuito il premio, ed è anche un cenno al premio Goncourt.

## Albo d'oro
- 2002 - Denis Robert, La Boîte noire
- 2003 - Daniel Carton, Bien entendu c'est off !
- 2004 - Pierre Ballester, L.A. Confidentiel
- 2005 - non assegnato
- 2006 - Bertrand Gobin, Le secret des Mulliez
- 2007 - Vincent Quivy, Abus de pouvoir
- 2008 - Élise Ovart-Baratte, Les Ch'tis c'était les clichés
- 2009[1] - Christophe Dubois e Marie-Christine Tabet, L'Argent des politiques
- 2010 - Charles Enderlin, Un enfant est mort
- 2011 - Sophie Coignard, Le Pacte immoral

## Premio speciale
- 2009 - Denis Robert, per tutto il suo lavoro di giornalista investigativo.